# Gran Premi Ciclista de Montreal 2015
El Gran Premi Ciclista de Montreal 2015 fou la sisena edició del Gran Premi Ciclista de Montreal. La cursa es disputà el 13 de setembre de 2015. Aquesta fou la 26a prova de l'UCI World Tour 2015.
El vencedor fou el belga Tim Wellens (Lotto Soudal) que s'imposà a l'esprint al seu company d'escapada, l'australià Adam Yates (Orica-GreenEDGE). El portuguès Rui Costa (Lampre-Merida) completà les posicions de podi.

## Participants
El 17 equips UCI World Tour són presents en aquesta cursa, així com tres equips continentals i l'equip nacional del Canadà, per totalitzar un gran grup de 21 equips:
| - AG2R La Mondiale - Astana Qazaqstan Team - Bora-Argon 18 - BMC Racing Team - Selecció del Canadà - Cannondale-Garmin - Drapac Professional Cycling - Etixx-Quick Step - Team Europcar - FDJ - Team Giant-Alpecin | - IAM Cycling - Team Katusha - Lampre-Merida - Team LottoNL-Jumbo - Lotto Soudal - Movistar Team - Orica-GreenEDGE - Team Sky - Team Tinkoff-Saxo - Trek Factory Racing |

## Classificació final
| #  | Ciclista                | Equip              | Temps      | Punts UCI |
| -- | ----------------------- | ------------------ | ---------- | --------- |
| 1  | Tim Wellens (BEL)       | Lotto Soudal       | 5h 20' 09" | 80        |
| 2  | Adam Yates (AUS)        | Orica-GreenEDGE    | m. t.      | 60        |
| 3  | Rui Costa (POR)         | Lampre-Merida      | + 2"       | 50        |
| 4  | Jan Bakelants (BEL)     | AG2R La Mondiale   | + 4"       | 40        |
| 5  | Tiesj Benoot (BEL)      | Lotto Soudal       | + 4"       | 30        |
| 6  | Wilco Kelderman (NED)   | Team LottoNL-Jumbo | + 5"       | 22        |
| 7  | Romain Bardet (FRA)     | AG2R La Mondiale   | + 5"       | 14        |
| 8  | Robert Gesink (NED)     | Team LottoNL-Jumbo | + 9"       | 10        |
| 9  | Philippe Gilbert (BEL)  | BMC Racing Team    | + 9"       | 6         |
| 10 | Tom-Jelte Slagter (NED) | Cannondale-Garmin  | + 9"       | 2         |